# Haralambiev Island
Haralambiev Island  (englisch; bulgarisch Хараламбиев остров Charalambiew ostrow) ist eine in südost-nordwestlicher Ausrichtung 530 m lange, 300 m breite und felsige Insel im Archipel der Südlichen Orkneyinseln. Sie liegt 2,8 km nordwestlich des Moreton Point, 0,16 km nordwestlich von Monroe Island und 0,2 km südöstlich von Angelov Island in der Gruppe der Larsen-Inseln.
Britische Wissenschaftler kartierten sie 1963. Die bulgarische Kommission für Antarktische Geographische Namen benannte sie 2019 nach Christo Charalambiew (1942–2017), Kapitän des Trawlers Aktinia, der zwischen November 1979 und Juni 1980 in den Gewässern um die Südlichen Orkneyinseln operiert hatte.